# Stenzengreith
Stenzengreith è una frazione di 521 abitanti del comune austriaco di Gutenberg-Stenzengreith, nel distretto di Weiz, in Stiria. Già comune autonomo, il 1º gennaio 2015 è stato fuso con l'altro comune soppresso di Gutenberg an der Raabklamm per costituire il nuovo comune di Gutenberg-Stenzengreith.